# Frans Berg
Frans Johan Vilhelm Berg, född 21 mars 1892 i Ystad, död 24 december 1949 i Södra Mellby församling i dåvarande Kristianstads län, var en svensk bildkonstnär. 
Berg studerade på Valands konsthögskola i Göteborg. Bergs verk består främst av målningar av stilleben och landskap. Han är representerad på Moderna museet i Stockholm, Malmö museum och Ystads konstmuseum.
Han gifte sig 1927 med Vera Hansson (1893–1951).